# Gorni Dabnik
Gorni Dabnik (búlgaro: Го̀рни Дъбнѝк) es un pueblo de Bulgaria perteneciente al municipio de Dolni Dabnik de la provincia de Pleven.
Se ubica unos 5 km al suroeste de la capital municipal Dolni Dabnik, junto a la carretera E83 que lleva a Lukovit y Yablanitsa.
Durante la guerra ruso-turca (1877-1878), tuvo lugar en esta localidad la batalla de Gorni Dubnik, donde las tropas rusas dirigidas por Iosif Gurko derrotaron a los otomanos, facilitando la posterior caída de Pleven.

## Demografía
En 2011 tenía 1402 habitantes, de los cuales el 83,16% eran étnicamente búlgaros, el 3,92% turcos y el 3,49% gitanos.
En anteriores censos su población ha sido la siguiente:
| Gráfica de evolución demográfica de Gorni Dabnik entre 1934 y 2011 |
|                                                                    |